# Handball aux Jeux africains de 2023
Navigation
Rabat 2019 Égypte 2027
Les compétitions de handball aux Jeux africains de 2023 ont lieu du 13 au 22 mars 2024 à Accra, au Ghana.

## Médaillés
| Épreuves              | Or | Argent | Bronze |
| --------------------- | --- | --- | --- |
| Tournoi masculin (en) | Égypte ? | RD Congo Arnold Libambu Aurélien Tchitombi Baudric Eyanga Berlin Sobtacdoug Daniel Morisho Fabrice Ebanga Frédéric Beauregard Gauthier Mvumbi Zephyrin Bouity Olivier Nyokas Mara Mukuna Marius Randriantseheno Adama Ouedraogo Pascal Mangoba Juvenal Mebombo Steeven Corneil Vianney Boy Lumaswa. | Nigeria Oladunjoye Adamolugbe Ani Obinna Bello Daniel Cole Gbenga Tobi Dele Kelvin Gbenga Dikko Ibrahim Foloki Christian Bolaji Igwekire Joseph Iortyer Sesugh Stephen Mohammed Abbas Mohammed Anas Nwaiwu Patrick Obinna Ojo Andrew Nohuoman Okwor Obinna Olaye Osamwonyi Matthew Rotibi Victor Gbenga Salami Hakeem Damilare Shagari John Solomon Michael Agbaji Sunday Samson Faruk Yusuf. |
| Tournoi féminin (en)  | Angola Bernardeth Belo Chelcia Cristina Dalva Peres Dolores Rosario Eliane Paulo Estefania Venâncio Isabel Guialo Juliana Machado Liliane Mario Luísa Kiala Marília Quizelete Marta Alberto Nairia Caquintas Natália Bernardo Paulina Bazolau da Silva Regina Marcos Thayany Castro Vilma Pegado Vivalda Silva. | RD Congo Anita Kieny Audrey Nganmogne (en) Bernice Ndjibu Lushosho Carine Babina Christianne Mwasesa Consolatte Feza Fallone Yabon Lydia Musonda Kasangala Lyndsey Maeva Burlet Marie-José Mbuyi Mélissa Agathe Nene Mayindama Raissa Yalibi (en) Vanessa Fehr Vanessa Moesta (en).                 | Cameroun Stéphanie Adibone Adjani Ngouoko Brenda-Sherryl Attisso Chantal Voulania Claire Mbong Joséphine Evague Noëlle Mben Issa Haoua Jacqueline Mispa Jacqueline Mossy Yolande Touba Sonya Marlaine Nnomo Vicky Orchelle Nyamsi Pokop Yvette Yuoh Zixfiline Zebaze. |

## Tableau des médailles
| Rang  | Nation   | Or | Argent | Bronze | Total |
| ----- | -------- | -- | ------ | ------ | ----- |
| 1     | Égypte   | 1  | 0      | 0      | 1     |
| 1     | Angola   | 1  | 0      | 0      | 1     |
| 2     | RD Congo | 0  | 2      | 0      | 2     |
| 3     | Cameroun | 0  | 0      | 1      | 1     |
| 3     | Nigeria  | 0  | 0      | 1      | 1     |
| Total | Total    | 2  | 2      | 2      | 6     |